# Ceratozamia fusca-viridis
Ceratozamia fusca-viridis là một loài thực vật hạt trần trong họ Zamiaceae. Loài này được Moore mô tả khoa học đầu tiên năm 1878.